# 大阿镇
大阿镇，是中华人民共和国江西省赣州市信丰县下辖的一个乡镇级行政单位。

## 行政区划
大阿镇下辖以下地区：
大阿社区、大阿村、金星村、芫峰村、明星村、官洞坑村、东风村、太平围村、禾西村、民主村、莲塘村、禾秋村、川风村、阿南村、谷山村、西江村、兴禾村和光明村。